# Стариков, Виталий Алексеевич
Вита́лий Алексе́евич Ста́риков (род. 1954) — советский и российский драматический актёр, режиссёр, телеведущий, журналист, общественный деятель. Народный артист России (2006).

## Биография
Виталий Стариков родился 19 марта 1954 года. в посёлке Иноземцево Ставропольского края РСФСР.
По окончании школы поступил в Саратовское театральное училище. После выпуска из училища Виталий Стариков был принят в Белгородский драматический театр, в котором работает с 1975 г.
В 1989 г. окончил филологический факультет Ростовского государственного университета. В 1994 году получил звание заслуженный артист России, а в 2006 г. — народный артист России. Член Союза журналистов России.

## Театр
С 1975 года на сцене Белгородского государственного академического драматического театра им. М. С. Щепкина В.Стариков сыграл более 90 ролей, большинство из которых — главные. Работал с известными российскими режиссёрами Павлом Хомским, Владимиром Андреевым, Валерием Беляковичем, Борисом и Анатолием Морозовыми, Валентином Варецким и др.
Роли Виталия Старикова отмечены дипломами международных и российских фестивалей. В том числе дипломом за лучшую мужскую роль II Международного театрального форума «Золотой витязь» (Москва) в 2004 г. (Генри, «Лев зимой»), дипломом «За лучшую мужскую роль» на Фестивале старейших театров России (Калуга-Москва) в 2008 г. (Несчастливцев, «Лес»).
6 декабря 2012 года в большом зале Дома кино Союза кинематографистов России в рамках III Славянского форума искусств «Золотой Витязь» состоялось торжественное закрытие Х Международного театрального форума, на котором народный артист России Виталий Стариков награждён золотым дипломом (Прибышев, «Завороженное семейство»).
В 2010 году Виталий Стариков выступил как театральный режиссёр, поставив на сцене БГАДТ им. М. С. Щепкина спектакль по пьесе Александра Вампилова «Прошлым летом в Чулимске».

### Основные актёрские работы
- 2019 — «На всякого мудреца довольно простоты» А. Н. Островского — Крутицкий
- 2018 — «Ужин дураков» Ф. Вебера — Пьер
- 2017 — «Зыковы» М. Горького — Антипа Зыков
- 2016 — «Дядя Ваня» А. П. Чехова — Серебряков
- 2014 — «Филумена Мартурано» Э. де Филиппо — Доменико Сориано
- 2013 — «На дне» М. Горького — Сатин
- 2008 — «Заворожённое семейство» Л. Н. Толстого — Прибышев
- 2007 — «Лес» А. Н. Островского — Несчастливцев
- 2007 — «Горе от ума» А. С. Грибоедова — Фамусов
- 2003 — «Лев зимой» Джеймса Голдмена — Генри
- 2002 — «Свадьба Кречинского» А. В. Сухово-Кобылина — Кречинский
- 2000 — «Бесприданница» А. Н. Островского — Паратов
- 1999 — «Креститель» С. Таюшева — Владимир
- 1998 — «Месяц в деревне» И. С. Тургенева — Ракитин
- 1995 — «Царь Фёдор Иоаннович» А. К. Толстого — Царь Фёдор Иоаннович
- 1995 — «Тристан и Изольда» А. Я. Бруштейн — Тристан
- 1994 — «Князь Серебряный» А. К. Толстого — Серебряный Никита Романович
- 1990 — «Сирано де Бержерак» Э. Ростана — Сирано де Бержерак

### Режиссёр
- 2010 — «Прошлым летом в Чулимске»

## Телевидение
В начале 1980-х работал диктором, ведущим программ на областном телевидении в Ростове-на-Дону. Преподавателями Виталия Старикова в Институте радио и центрального телевидения были известные дикторы Советского Союза Игорь Кириллов, Вера Шебеко, Анна Шатилова, Евгений Кочергин.
С момента открытия в Белгороде телецентра в 1993 г. — автор и ведущий телепрограмм ГТРК «Белгород». Авторская программа о духовной жизни Белгородчины — «Путь, истина и жизнь» — выходит в эфир с 1996 г. Один из выпусков программы — «Возрождение Белгородской епархии» — был награждён Специальным призом Патриарха Московского и всея Руси Алексия II на Международном фестивале «Православие на телевидении» (Москва, 2001 г.).
В сентябре 2013 года покинул ГТРК «Белгород» и вошёл в штат телерадиокомпании «Мир Белогорья». Здесь продолжил работу над программой «Путь, истина и жизнь», а также выступил ведущим в ряде телепроектов, в том числе «Правильные мысли", где озвучивает рассуждения выдающихся философов и мыслителей.
В 2018-2020 годах на YouTube-канале «Мира Белогорья» вышли многосерийные авторские проекты Виталия Старикова: «Старая школа», в ходе которого Стариков учит молодых людей говорить по-русски в традициях классического филологического и сценического образования, а также проект «Многоуважаемый книжный шкаф» с чтением коротких рассказов классиков русской литературы.
Член Союза журналистов России.

## Общественная деятельность
В 2004 и 2012 гг. Виталий Стариков являлся доверенным лицом кандидата в Президенты Российской Федерации Владимира Путина по Белгородской области.
С 2005 г. Виталий Стариков выступает активным участником социальных проектов, реализуемых Фондом Андрея Первозванного. В числе таких проектов программа «Просите мира Иерусалиму», в рамках которой ежегодно происходит доставка Благодатного огня на Пасху из Иерусалима в Россию; Мировой общественный форум «Диалог цивилизаций»; программа «Святость материнства»; медико-просветительская экспедиция на Курилы «Рубежи России» и т. д. Является почётным членом Фонда Андрея Первозванного.
Являлся участником Поместного Собора Русской Православной Церкви 2009 года, на котором был избран новый Предстоятель РПЦ.
В 2009 - 2015 гг. — член Общественной палаты Белгородской области.
Виталий Стариков — почётный гражданин острова Шикотан.

## Награды
- Народный артист Российской Федерации (2006)
- Заслуженный артист Российской Федерации (1 декабря 1994) — за заслуги в области искусства

### Театральные фестивали
- Награждён Золотым дипломом Х Международного театрального форума «Золотой Витязь» за исполнение роли Ивана Михайловича Прибышева в спектакле «Заворожённое семейство» (г. Москва, 2012 г.)[19]
- Награждён дипломом I Федерального фестиваля «Театральный Олимп» «За артистизм в сценическом воплощении русского характера в спектакле „Заворожённое семейство“ — роль Прибышева» (г. Сочи, 2011 г.)[20]
- Награждён Почётным дипломом III Всероссийского фестиваля «Старейшие театры России в Калуге» «За лучшее исполнение мужской роли — Несчастливцева в спектакле „Лес“ по пьесе А. Н. Островского» (г. Калуга, 2008 г.)
- Награждён Дипломом II Международного театрального фестиваля «Золотой Витязь» «За лучшую мужскую роль первого плана — Генри в спектакле „Лев зимой“ БГАДТ имени М. С. Щепкина» (г. Москва, 2004 г.)
- Награждён Дипломом IV театрального фестиваля на Волге «Он и она» в номинации «Лучший актёрский дуэт» "За исполнение главной роли — Мориса в спектакле «Старинная лампа» (г. Тольятти, 2003 г.)
- Награждён Дипломом VI Всероссийского театрального фестиваля «Голоса истории» «За исполнение роли князя Владимира в спектакле „Креститель“ БГАДТ им. М. С. Щепкина» (г. Вологда, 2001 г.)

### Фестивали, конкурсы СМИ
- Дважды награждён Дипломами за I место Межрегионального конкурса журналистов «Я люблю Россию» в номинации «Территория православия» (г. Москва, 2009 г.[21], 2010 г.[22])
- Награждён Президентом Центра национальной славы и Фонда Святого Всехвального апостола Андрея Первозванного С. Е. Щеблыгиным Дипломом Гран-при конкурса на лучший журналистский материал по программе принесения мощей святого апостола и евангелиста Луки в Россию, на Украину, в Белоруссию (г. Москва, 2007 г.)
- Награждён Грамотой и Медалью Славянского фонда России «За целеустремлённость в разработке православной тематики». {Телефильм «Святой Лука, моли Бога о нас». XII Всероссийский фестиваль-семинар СМИ «Православие на телевидении, радио и в печати»} (г. Пенза, 2007 г.)
- Награждён Дипломом за I место на Православном Царицынском Александро-Невском фестивале СМИ за фильм «Одигитрия Святого Белогорья» (г.Волгоград, 2005 г.)
- Митрополитом Волгоградским и Камышинским Германом награждён Дипломом за II место Православного Царицынского Александро-Невского фестиваля СМИ «Во внимание к подвижнической деятельности по воссозданию в России христианского образа жизни» (г. Волгоград, 2004 г.)
- Награждён Специальным призом Святейшего Патриарха Московского и всея Руси Алексия II в рамках VII Всероссийского Фестиваля-семинара «Православие на телевидении» (г. Москва, 18 мая 2001 г.)